# Jan Wiśniowski
Jan Wiśniowski – poseł do Sejmu Krajowego Galicji II i III kadencji (1867–1876), włościanin z Staromieścia.
Wybrany w IV kurii obwodu Rzeszów, z okręgu wyborczego nr 57 Rzeszów-Głogów.